# Рауз (Каліфорнія)
Рауз (англ. Rouse) — переписна місцевість (CDP) в США, в окрузі Станіслаус штату Каліфорнія. Населення — 1913 особи (2020).

## Географія
Рауз розташований за координатами 37°37′10″ пн. ш. 121°0′30″ зх. д. / 37.61944° пн. ш. 121.00833° зх. д. (37.619513, -121.008371).  За даними Бюро перепису населення США в 2010 році переписна місцевість мала площу 0,62 км², уся площа — суходіл.

## Демографія
Згідно з переписом 2010 року, у переписній місцевості мешкало 2005 осіб у 483 домогосподарствах у складі 403 родин. Густота населення становила 3248 осіб/км².  Було 549 помешкань (889/км²).
Расовий склад населення:
| - 44,7 % — білих - 9,9 % — азіатів - 5,0 % — чорних або афроамериканців - 1,2 % — корінних американців - 0,6 % — вихідців з тихоокеанських островів - 32,8 % — осіб інших рас |

До двох чи більше рас належало 5,7 %. Частка іспаномовних становила 63,8 % від усіх жителів.
За віковим діапазоном населення розподілялося таким чином: 34,9 % — особи молодші 18 років, 58,6 % — особи у віці 18—64 років, 6,5 % — особи у віці 65 років та старші. Медіана віку мешканця становила 25,9 року. На 100 осіб жіночої статі у переписній місцевості припадало 109,7 чоловіків;  на 100 жінок у віці від 18 років та старших — 106,6 чоловіків також старших 18 років.
Середній дохід на одне домашнє господарство  становив 33 778 доларів США (медіана — 28 333), а середній дохід на одну сім'ю — 31 630 доларів (медіана — 27 222). Медіана доходів становила 30 109 доларів для чоловіків та 17 138 доларів для жінок. За межею бідності перебувало 47,3 % осіб, у тому числі 72,0 % дітей у віці до 18 років та 25,2 % осіб у віці 65 років та старших.
Цивільне працевлаштоване населення становило 580 осіб. Основні галузі зайнятості: роздрібна торгівля — 19,0 %, мистецтво, розваги та відпочинок — 15,7 %, виробництво — 12,6 %, оптова торгівля — 10,5 %.